# Diépold d'Acerra
Diépold d'Acerra ou Diepold von Schweinspünt, mort vers 1225, est un maréchal du Saint-Empire romain germanique qui a été élevé au rang de comte d'Acerra puis de duc de Spolète en 1209.

## Biographie

### Origines et début de carrière
Diépold d'Acerra est un fils cadet de Berthold II de Vohburg et d'Adélaïde de Ballenstedt, et est par conséquent d'origine bavaroise et un vassal du comte de Lechsgemünd (de).
En 1191, il accompagne l'empereur germanique Henri VI à Rome puis en Sicile où il devient châtelain de Rocca d'Arce. Il est ensuite l'auteur de nombreux pillages et attaques, prenant les château de Piumarola et Pignetaro, et ravageant les terres de l'abbaye de Montecassino ce qui a été raconté en détail par Richard de San Germano dans sa chronique. Il capture ensuite Richard, comte de Carinola, ancien allié de Roger d'Andria.
Il établit ses quartiers en Campanie et reste principalement sur le continent où il agit comme gouverneur d'Henry. Puis, pendant la retraite de celui-ci, il réussit à défendre l'arrière d'une tête de pont dans la Terra di Lavoro.
Il soutient fortement le régent Markward d'Anweiler, mais est capturé par le comte de Caserte. En 1195, il est nommé juge de paix de la Terra di Lavoro. En 1197, il capture Richard d'Acerra qu'il jette en prison avant de le remettre à l'empereur qui lui donne en récompense le comté d'Acerra.
Il travaille ensuite à consolider son influence grâce notamment à des mariages. Ainsi, il fait épouser à son frère Siegfried une fille du comte de Fondi en 1199 puis il marie sa fille avec le comte de Caserte et son fils avec une fille du comte Pierre de Celano.

### Règne de Frédéric II
En 1197 l'empereur Henri VI décède, puis en 1198 c'est au tour de son épouse Constance de Hauteville, laissant leur fils, le futur Frédéric II, sous la tutelle du pape Innocent III.

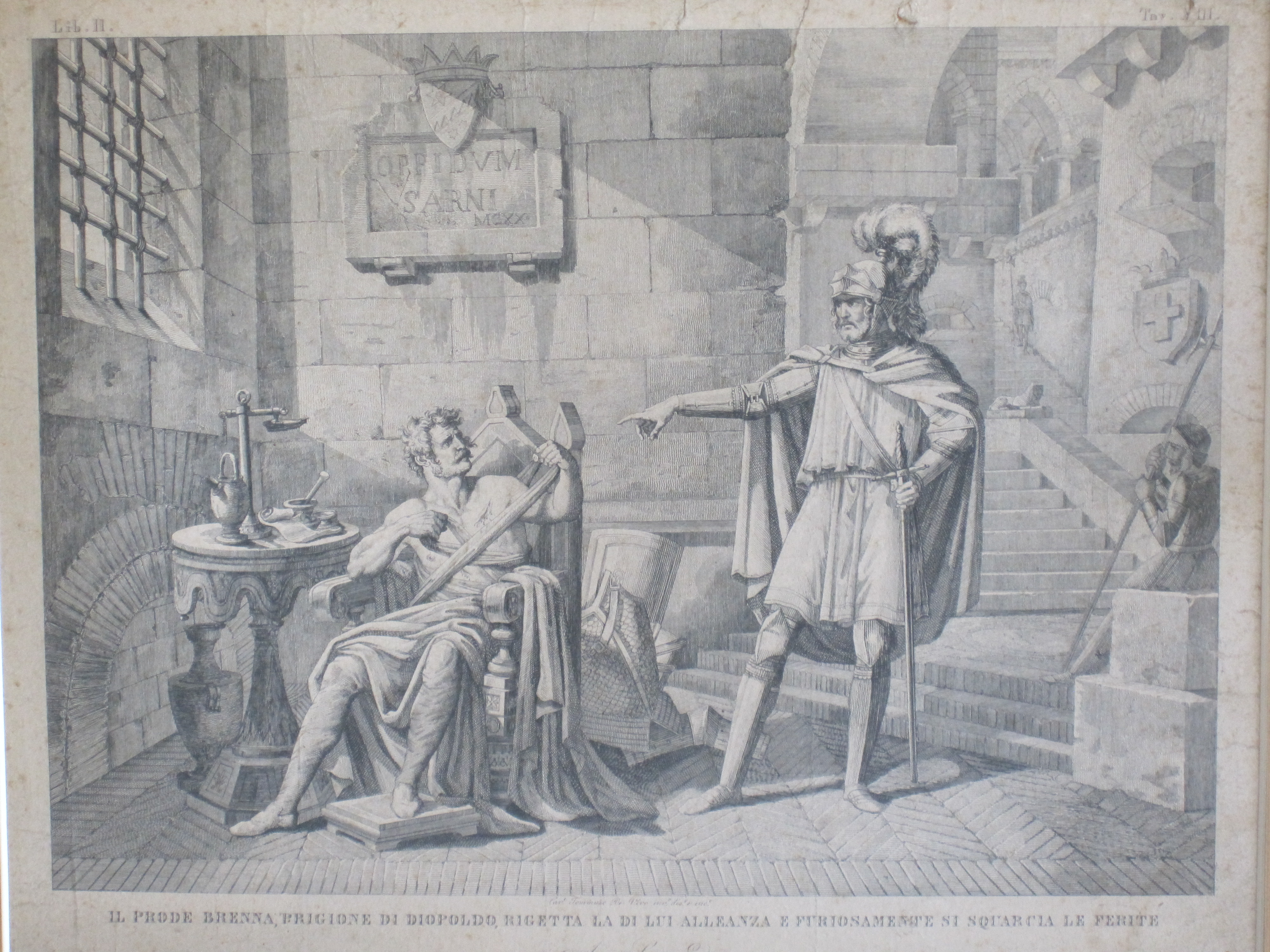
Gravure du XIXe siècle représentant Gautier III de Brienne, à gauche, qui arrache les bandages de ses blessures, plutôt que d'accepter les propositions de Diépold.

Puis, en 1201, le pape envoie un chevalier champenois, Gautier de Brienne, en Sicile afin de restaurer son autorité et de récupérer l'héritage de son épouse, héritière des derniers rois normands de Sicile. Gautier arrive à Capoue où il bat Diépold et l'oblige ainsi à prendre la fuite. Puis, en 1204, Diépold assiège Gautier dans la forteresse de Terracine, mais ce dernier réussit à briser le siège, forçant Diépold à s’enfuir de nouveau. Mais le 11 juin 1205, il tend une embuscade à Gautier à Sarno et le fait prisonnier avant de le tuer quelques jours plus tard.
En 1206, il force Guillaume de Capparone, successeur de Markward d'Anweiler et nouveau tuteur du jeune Frédéric, à le remettre aux mains de l'évêque Gautier de Palear, chancelier de Sicile et allié des Allemands. Mais Guillaume de Capparone continue de tenir le palais royal de Palerme jusqu'à ce que Diépold vienne sur l'île pour l'en déloger.
En 1207, il se rend à Rome pour être libéré de l'excommunication lancée le pape Innocent III, ce qui provoque la méfiance du chancelier Gautier de Palear. Ce dernier fait capturer Diépold, mais il réussit à s'enfuir et rejoint Palerme où il entre en guerre contre Gautier et son beau-frère Pierre de Celano.

### Chute et fin de carrière
En échange de son soutien, l'empereur Otton IV élève Diépold au titre de magister capitaneus totius Apuliae et Terre Laboris et le fait duc de Spolète en février 1209, mais le territoire est si vaste qu'il est incapable d'y maintenir son autorité. Puis il rencontre Otton IV à Pise en novembre, et c'est probablement lui qui le convainc d'envahir la Sicile.
Otton IV meurt en 1218 et est remplacé par Frédéric II qui s'était fâché avec Diépold. Il envoie alors Jacques d'Avellino pour l'arrêter et le ramener en Allemagne.
Selon Alberic de Trois-Fontaines, il est libéré vers 1221 puis a rejoint les chevaliers teutoniques, vivant encore quelques années sans jamais revenir en Italie et ne réapparait dans aucune chronique.

## Voir  aussi